# Билгарська Поляна
Би́лгарська Поля́на (болг. Българска поляна) — село в Хасковській області Болгарії. Входить до складу общини Тополовград.

## Населення
За даними перепису населення 2011 року у селі проживали 189 осіб.
Національний склад населення села:
| Національність   | Кількість осіб | Відсоток |
| ---------------- | -------------- | -------- |
| болгари          | 160            | 84,7%    |
| цигани           | 29             | 15,3%    |
| турки            | 0              | 0%       |
| інша             | 0              | 0%       |
| не визначились   | 0              | 0%       |
| Всього відповіли | 189            |          |

Розподіл населення за віком у 2011 році:
Динаміка населення: